# Prințul George William de Hanovra (1915–2006)
Prințul George William de Hanovra (Georg Wilhelm Ernst August Friedrich Axel Prinz von Hannover; 25 martie 1915 - 8 ianuarie 2006) a fost al doilea fiu al lui Ernest Augustus, Duce de Brunswick și a soției sale, Prințesa Victoria Luise a Prusiei, singura fiică a împăratului Wilhelm al II-lea al Germaniei și a împărătesei Augusta Viktoria de Schleswig-Holstein.